# Incesticide
Incesticide — компиляционный альбом американской рок-группы Nirvana, выпущен 14 декабря 1992 года в Европе и 15 декабря 1992 года в США. В диск вошли редкие демо и радио записи группы. Первые копии альбома содержали дополнительную информацию, написанную Кобейном. 23 ноября 2012 года, в честь своего 20-летия, Incesticide был переиздан на двойном 12" виниле с ограниченным тиражом в 4000 копии.
Название альбома Incesticide представляет собой смесь слов инцест (англ. incest) и инсектициды (англ. insecticide).

## Возникновение замысла
На волне крупного коммерческого успеха альбома Nirvana Nevermind независимый лейбл звукозаписи Sub Pop, на котором коллектив записывался с 1988 по 1991 год, начал планировать выпуск компиляции редких записей Nirvana с говорящим названием Cash Cow (в переводе с англ. — «Денежная корова»). Этим планам было не суждено претвориться в жизнь, так как более крупный лейбл DGC (David Geffen Company), с которым группа подписала контракт 30 апреля 1991 года, выпустил подобный сборник раньше Sub Pop.
11 ноября 1992 года DGC разослал промокопии ещё невыпущенной компиляции представителям прессы, которые встретили Incesticide восторженными отзывами.
Incesticide представляет собой сборник демозаписей, песен с обратных сторон синглов и фрагментов концертных выступлений. Рабочими названиями компиляции были саркастические заглавия «Наполнитель» и «Одноразовое прослушивание».
Лиза Гледфелтер-Белл, публицист Geffen Records с 1991 по 1993 год, объяснила решение лейбла выпустить компиляцию Nirvana в конце 1992 года следующим образом: «Это выглядело так, что раз уж мы продали очень много записей, то давайте скомпонуем некоторые из них вместе с расчётом на рождественский сезон». Бас-гитарист группы Крист Новоселич в интервью журналу Rolling Stone объяснил причины появления сборника по-другому: «Мы подумали, что так сделаем кое-что приятное для поклонников, и заодно напомним, откуда мы пришли».

## Выпуск сборника
Incesticide был выпущен 14 декабря в Европе на Geffen Records и 15 декабря в США на DGC. Буклет первых изданий сборника содержит письменное обращение Курта Кобейна, адресованное всем тем, кто презирал как его самого, так и его жену, лидера рок-группы Hole Кортни Лав. В своём обращении Кобейн утверждал, что никакой музыкальный опыт «не стоит и половины наслаждения иметь ребёнка с человеком, который является высшим примером достоинства, этики и честности». Музыкант также крайне неодобрительно отозвался о людях, которые считали, что он позволяет жене манипулировать собой.
Руководитель отдела маркетинга компании Geffen Роберт Смит особо отметил, что главной целью выпуска Incesticide было ознакомление фанатов с историей развития Nirvana. В разговоре с журналистом журнала Billboard Крейгом Росеном Смит рассказал, что «Nirvana – это не просто панк-группа, ставшая безумно популярной. Чтобы подняться до таких высот, надо было пройти долгий путь».

## Коммерческий успех
2 января 1993 года Incesticide впервые появился в хит-параде Billboard 200, заняв там 51-е место. Спустя две недели сборник вошёл в Топ-40 списка под номером 39.
Уже 19 февраля 1993 года Американская ассоциация звукозаписывающих компаний присвоила Incesticide «золотой» статус за более чем 500 тысяч проданных экземпляров.
Руководители DGC/Geffen Records совместно с участниками группы приняли решение не уделять слишком много внимания продвижению Incesticide, и поэтому в поддержку сборника был снят лишь один клип (на песню «Sliver», которая ещё в сентябре 1990 года была выпущена в США лейблом Sub Pop в качестве неальбомного сингла, а в январе 1991 года – и в Великобритании фирмой Tupelo Recording Company), а также не было организовано ни одного интервью.

## Съёмки видеоклипа
В конце марта 1993 года Кортни Лав со своей группой находилась в Великобритании, где у Hole было запланировано несколько промомероприятий. Пока Лав была за пределами Соединённых Штатов, Кобейн вместе со своей дочерью Фрэнсис Бин и её няней оставался в Сиэтле, в своём доме на Лейксайд-авеню. В то время у Кобейна периодически гостил Кевин Керслейк, режиссёр нескольких клипов Nirvana («Come as You Are», «Lithium», второй версии «In Bloom»), чтобы помочь лидеру группы с монтажом видеоальбома Live! Tonight! Sold Out!! (1994). Во время этих встреч Керслейк и участники Nirvana успели снять в гараже Кобейна видеоклип на единственный сингл из Incesticide – «Sliver». В этом клипе также несколько раз появляется Фрэнсис Бин. В ходе съёмок Керслейком применялась камера Super 8.

## Возвращение в хит-парад
После смерти Кобейна 5 апреля 1994 года продажи записей Nirvana резко подскочили вверх. 23 апреля Incesticide, к тому моменту уже выпавший из хит-парада, вновь вошёл в Billboard 200 под номером 135. Согласно статистике, 16–23 апреля продажи сборника выросли по сравнению с предыдущей неделей на 300%.

## Обложка альбома
На обложке альбома изображён рисунок Курта Кобейна, созданный им приблизительно в 1991—1992 гг., который представляет собой фарфорового ребёнка с разбитой головой, уставившегося на цветы мака и цепляющегося за родителя-инопланетянина. В левом нижнем углу оригинального рисунка, а также его репродукции на промопостере к альбому, можно увидеть автограф Кобейна, который расписался как Kurdt Kobain. Игрушечная утка, изображённая с задней стороны альбома, принадлежала дизайнеру Роберту Фишеру.

## Список композиций
Вся музыка и тексты написаны Куртом Кобейном, кроме отмеченных.
| №   | Название                                          | Длительность |
| --- | ------------------------------------------------- | ------------ |
| 1.  | «Dive» (Кобейн, Крист Новоселич)                  | 3:55         |
| 2.  | «Sliver»                                          | 2:16         |
| 3.  | «Stain»                                           | 2:41         |
| 4.  | «Been a Son»                                      | 1:56         |
| 5.  | «Turnaround» (Марк Мазерсбо, Джеральд Касале)     | 2:19         |
| 6.  | «Molly's Lips» (Юджин Келли, Френсис Макки)       | 1:54         |
| 7.  | «Son of a Gun» (Келли, Макки)                     | 2:48         |
| 8.  | «(New Wave) Polly» (Кобейн, Новоселич, Дэйв Грол) | 1:48         |
| 9.  | «Beeswax»                                         | 2:50         |
| 10. | «Downer»                                          | 1:44         |
| 11. | «Mexican Seafood»                                 | 1:55         |
| 12. | «Hairspray Queen» (Кобейн, Новоселич)             | 4:14         |
| 13. | «Aero Zeppelin»                                   | 4:41         |
| 14. | «Big Long Now»                                    | 5:04         |
| 15. | «Aneurysm» (Кобейн, Новоселич, Грол)              | 4:36         |

## Сессии записи
| Сиэтл, WA: Reciprocal Recording Studios (23 января 1988) - Запись с первой демо-кассеты группы. - Песни — «Beeswax», «Downer», «Mexican Seafood», «Hairspray Queen», «Aero Zeppelin» - Продюсер — Джек Эндино - Барабаны — Дейл Кровер Сиэтл, WA: Reciprocal Recording Studios (декабрь 1988 — январь 1989) - Сессия записи альбома Bleach. - Песни — «Big Long Now» - Продюсер — Джек Эндино - Барабаны — Чед Ченнинг Сиэтл, WA: Music Source Studios (сентябрь 1989) - Сессия записи EP Blew - Песни — «Stain» - Продюсер — Стив Фиск - Барабаны — Чед Ченнинг Мэдисон, Висконсин: Smart Studios (2 апреля 1990 — 6 апреля 1990) - Сессия записи второго запланированного альбома (Sub Pop) - Песни — «Dive» - Продюсер — Бутч Виг - Барабаны — Чед Ченнинг | Сиэтл, WA: Reciprocal Recording Studios (11 июля 1990) - Сессия записи сингла Sliver (Sub Pop) - Песни — «Sliver» - Продюсер — Джек Эндино - Барабаны — Дэн Питерс Лондон, Англия: Maida Vale Studio 3 (21 октября 1990) - Сессия записи на BBC - Песни — «Turnaround», «Molly’s Lips», «Son of a Gun» - Продюсер — Дейл Гриффин - Барабаны — Дэйв Грол - Инженер — Майк Инглис, Фред Кэй Лондон, Англия: Maida Vale Studio 4 (9 ноября 1991) - Сессия записи на BBC - Песни — «Been a Son», (New Wave) «Polly», «Aneurysm» - Продюсер — Мити Адхикари - Барабаны — Дэйв Грол - Инженер — Джон Тейлор |

## Комментарии
1. ↑  DGC — подразделение Geffen Records, ориентированное на альтернативную музыку.